# Дугна (река)
Дугна — река в России, протекает по Ферзиковскому району Калужской области. Правый приток Оки.

## География
Река Дугна берёт начало на границе Калужской и Тульской областей, около посёлков Кутьково и Столбово. Течёт на север, пересекая автодорогу Р-132. Течёт преимущественно по открытой местности. Вблизи устья протекает через лес. Устье реки находится в 1060 км по правому берегу реки Ока, около одноимённого посёлка Дугна. Длина реки составляет 28 км, площадь водосборного бассейна 197 км².
Правый приток Дугны — река Тварожа. Вдоль течения Дугны расположены следующие населённые пункты: Грязново, Дурасово, Шейкино, Широково, Виньково, Глушонки, Богданино и Дугна.

## Данные водного реестра
По данным государственного водного реестра России относится к Окскому бассейновому округу, водохозяйственный участок реки — Ока от города Калуга до города Серпухов, без рек Протва и Нара, речной подбассейн реки — бассейны притоков Оки до впадения Мокши. Речной бассейн реки — Ока.
Код объекта в государственном водном реестре — 09010100812110000021722.